# Berthold Schwarz

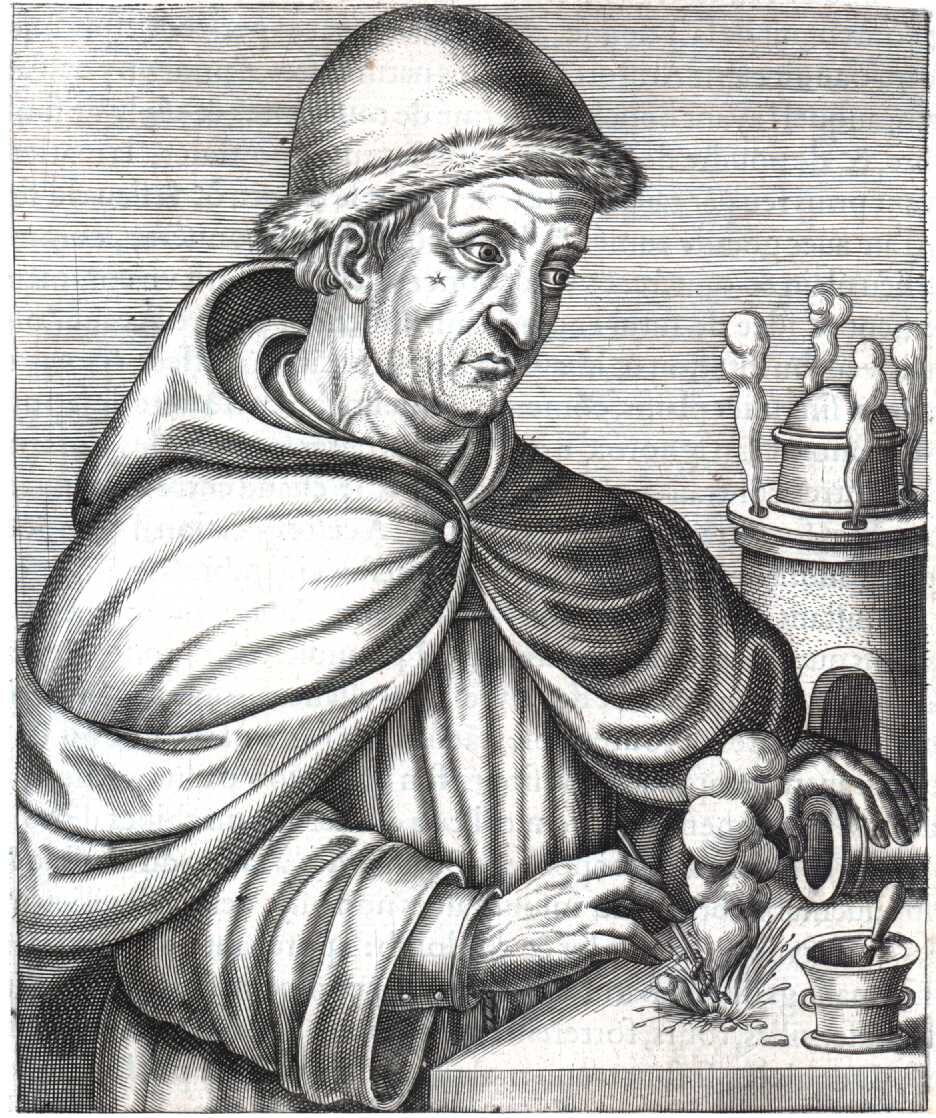
Berthold Schwarz
(1584), André de Thevet

Berthold Schwarz (14e eeuw) was een Duitse Franciscaner monnik die zich bezighield met alchemie. 
Schwarz zou geleefd hebben in een klooster in Freiburg. Hij werd mogelijk geboren als Konstantin Anklitzen, maar zou zijn naam veranderd hebben in Berthold toen hij in het klooster trad. De bijnaam Schwarz zou hij te danken hebben aan zijn chemische experimenten.
Er is vrij weinig over zijn leven bekend, maar volgens verschillende bronnen zou hij de eerste Europeaan zijn geweest die het buskruit zou hebben uitgevonden. Volgens vele oudere bronnen zou dit tussen 1313 en 1353 hebben plaatsgevonden. Het kruit noemde hij Schwarzpulver, de naam zwartkruit zou hier dan van afgeleid zijn.
De betrouwbaarheid van dit verhaal wordt door de meeste historici in twijfel getrokken omdat Roger Bacon al in 1248 schreef over buskruit. In de 19e eeuw werd Schwarz in Duitsland beschouwd als de uitvinder van het buskruit. In Freiburg werd daarom in 1853 een standbeeld van hem onthuld.
Het is onduidelijk of Schwarz echt bestaan heeft.